# Orange City (Iowa)
Orange City és una població dels Estats Units a l'estat d'Iowa. Segons el cens del 2000 tenia 5.582 habitants.

## Demografia
Segons el cens del 2000, Orange City tenia 5.582 habitants, 1.719 habitatges, i 1.285 famílies. La densitat de població era de 697,5 habitants/km².
Dels 1.719 habitatges en un 35,8% hi vivien nens de menys de 18 anys, en un 69,8% hi vivien parelles casades, en un 4% dones solteres, i en un 25,2% no eren unitats familiars. En el 23,9% dels habitatges hi vivien persones soles el 10,8% de les quals corresponia a persones de 65 anys o més que vivien soles. El nombre mitjà de persones vivint en cada habitatge era de 2,58 i el nombre mitjà de persones que vivien en cada família era de 3,07.
Per edats la població es repartia de la següent manera: un 22,7% tenia menys de 18 anys, un 24,9% entre 18 i 24, un 20,2% entre 25 i 44, un 16,3% de 45 a 60 i un 15,9% 65 anys o més.
L'edat mediana era de 28 anys. Per cada 100 dones de 18 o més anys hi havia 80,6 homes.
La renda mediana per habitatge era de 39.721 $ i la renda mediana per família de 49.076 $. Els homes tenien una renda mediana de 33.965 $ mentre que les dones 21.130 $. La renda per capita de la població era de 17.413 $. Entorn del 4,4% de les famílies i el 4,8% de la població estaven per davall del llindar de pobresa.

## Poblacions més properes
El següent diagrama mostra les poblacions més properes.